# Cultura de Shijiahe

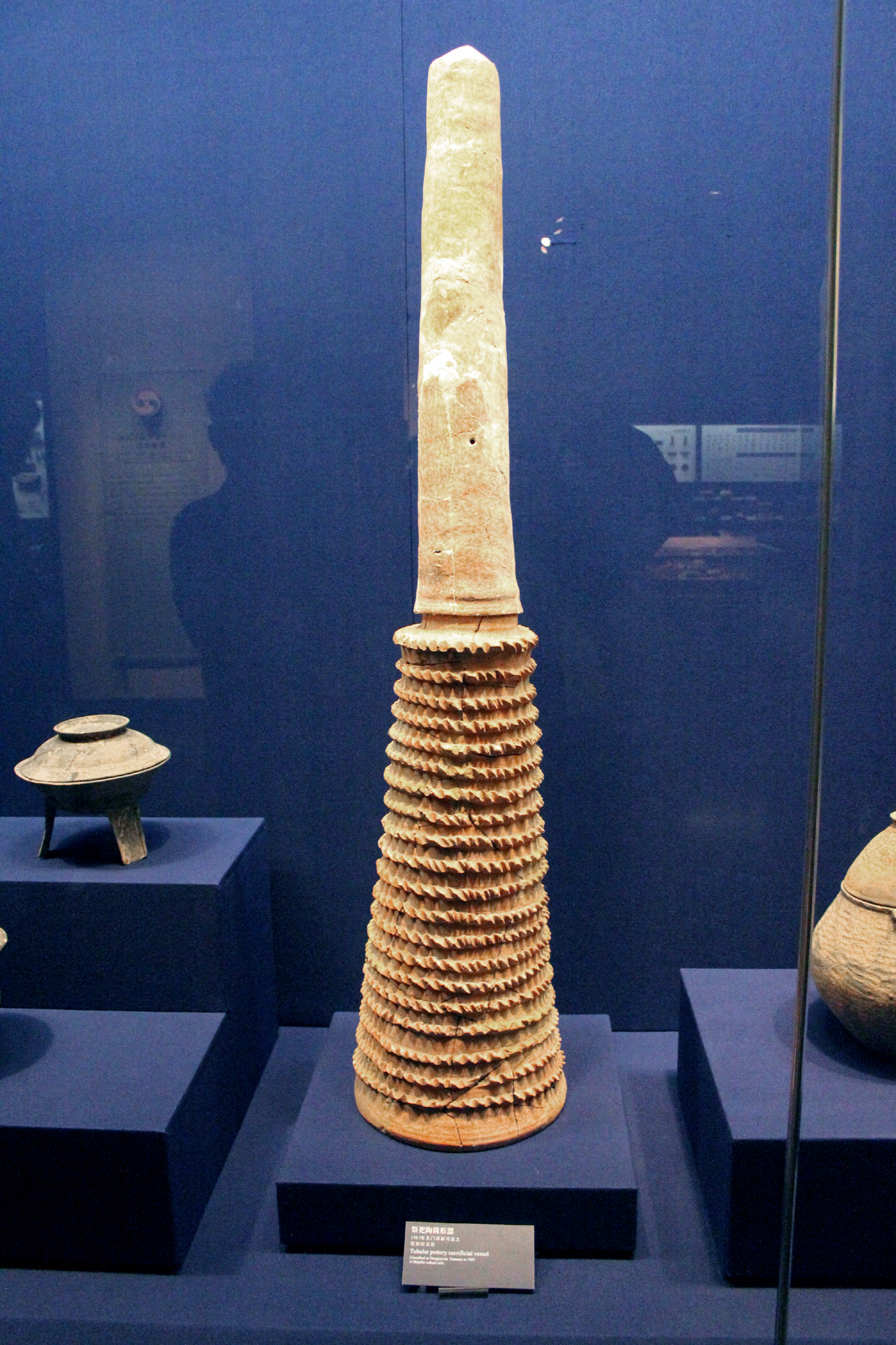
Vas de sacrifici de ceràmica tubular, cultura de Shijiahe, Museu Provincial de Hubei.

La cultura de Shijiahe (xinès tradicional: 石家河文化, xinès simplificat: 石家河文化, pinyin: Shíjiāhé wénhuà) (2500-2000 aC) va ser una cultura arqueològica del Neolític tardà centrada a la regió mitjana del riu Iang-Tsé, a la ciutat de Shijiahe, Tianmen, província de Hubei, Xina. Va succeir la cultura de Qujialing a la mateixa regió i va heretar el seu únic artefacte de verticils de fus pintats. Les figuretes de ceràmica i el jade diferent treballat amb tècniques avançades també eren comunes en aquesta cultura.

## Visió general
La cultura rep el nom del seva tipologia d'assentaments, el cúmul de poblats de Shijiahe, a Tianmen, Hubei, a la vall mitjana del Iang-Tsé. La capa inferior del lloc pertanyia a la cultura de Qujialing. Es diu que l'àrea de l'assentament era un "quadrat gairebé perfecte" de 120 hectàrees (300 acres) i estava densament poblat. Pot haver allotjat entre 15.000 i 50.000 habitants dins de les muralles de l'assentament. A Dengjiawan, dins del cúmul del poblat de Shijiahe, es van descobrir algunes peces de coure, cosa que es va convertir en els primers objectes de coure descoberts fins ara al sud de la Xina.
Es creia que el principal mode de viatge era la navegació. La gent fins i tot va construir canals com a rius improvisats per connectar zones nuclears urbanes amb rius adjacents o des de poblats fins a rius principals. A més de murs, també es van excavar fossats al voltant de les assentaments i centres urbans de la mateixa manera que els canals construïts. Al jaciment arqueològic de Chengtoushan, el fossat fa uns 40-50 metres d'amplada. Els investigadors calculen que es necessitava una població activa total de 200.000 a 470.000 persones per construir el fossat i les parets d'aquest assentament. La població de la cultura de Shijiahe cultivava tant arròs com mill.
Alguns estudiosos han especulat que Shijiahe podria haver estat considerat un estat antic a causa de la seva relativament avançada estructura sociopolítica. Es diu que Shijiahe té una mida de la població i una superfície de terra superiors a Erlitou, però no està molt clar si tenien el mateix nivell de control centralitzat sobre aquestes regions que l'Erlitou. Altres estudiosos assenyalen que els Shijiahe i altres cultures al llarg del Iang-Tsé eren més complexes i desenvolupades socialment que els seus contemporanis del nord a la vall de Han.

## Artefactes de jade
Molts artefactes de jade han estat desenterrats dels jaciments de Shijiahe, principalment de la fase final. La majoria de jades tenen paral·lelismes amb la cultura de Liangzhu, i en molts aspectes el complex de l'assentament de Shijiahe és similar al complex de Mojiaoshan de Liangzhu, cosa que suggereix fortes influències de la regió inferior del Iang-Tsé a l'est.
Al 2015, els arqueòlegs van excavar el jaciment de Tanjialing, que data de la cultura de Shijiahe tardana. Van descobrir més de 250 peces de jade en cinc tombes. La tecnologia de tall del jade exhibida per aquests artefactes sembla haver superat la de les cultures de Liangzhu i Hongshan, ambdues conegudes per les seves jades.

## Declivi
La cultura de Shijiahe va acabar cap al 2000 aC, aproximadament al mateix temps que la de Liangzhu. Tanmateix, a diferència de la cultura de Liangzhu, que va desaparèixer completament, sembla que Shijiahe va tenir una dràstica disminució de la població. Alguns erudits creuen que el declivi va ser el resultat d'una guerra amb la cultura de Longshan, que s'estava expandint des del nord. Altres possibles motius són les inundacions, el col·lapse de l'ordre social o la combinació d'aquests factors. A partir del 4200 cal BP, una severa sequera va erosionar els fonaments econòmics del cultiu de l'arròs.